# Wouter Kusters
Wouter Kusters (Geldermalsen, 23 november 1966) is een Nederlands filosoof, taalkundige en publicist. Hij werd vooral bekend door de boeken waarin hij zijn eigen ervaringen met psychoses, verblijf in de psychiatrische inrichting en in de isoleercel op een filosofische manier beschrijft.

## Biografie
Na het vwo te hebben gevolgd in Tiel begon Kusters in 1984 psychologie te studeren aan de Rijksuniversiteit Utrecht. Later stapte hij over naar Algemene Letteren. In 1987 kreeg hij een psychose en werd hij opgenomen in een psychiatrisch ziekenhuis. Deze ervaring verwerkte hij later in zijn boeken.
Kusters studeerde in 1992 cum laude af in computerlinguïstiek en sociolinguïstiek. Hij promoveerde in 2003 aan de Universiteit Leiden. In 2009 studeerde Kusters cum laude af in de filosofie aan de Rijksuniversiteit Utrecht.
Kusters schrijft essays voor diverse bladen. Hij heeft in verschillende periodes Nederlandse les gegeven aan anderstaligen, onder andere aan vluchtelingen.

## Prijzen
- Socrates-wisselbeker voor het beste boek van 2005, voor Pure waanzin
- Socrates-wisselbeker voor het beste boek van 2015, voor Filosofie van de waanzin